# Eddelak
Eddelak là một đô thị thuộc huyện Dithmarschen, trong bang Schleswig-Holstein, nước Đức. Đô thị Eddelak có diện tích km², dân số thời điểm 31 tháng 12 năm 2006 là 1453 người.